# Oldenburg in Holstein
Oldenburg in Holstein är en stad i förbundslandet Schleswig-Holstein i norra Tyskland. Folkmängden uppgår till cirka 
10 000 invånare.

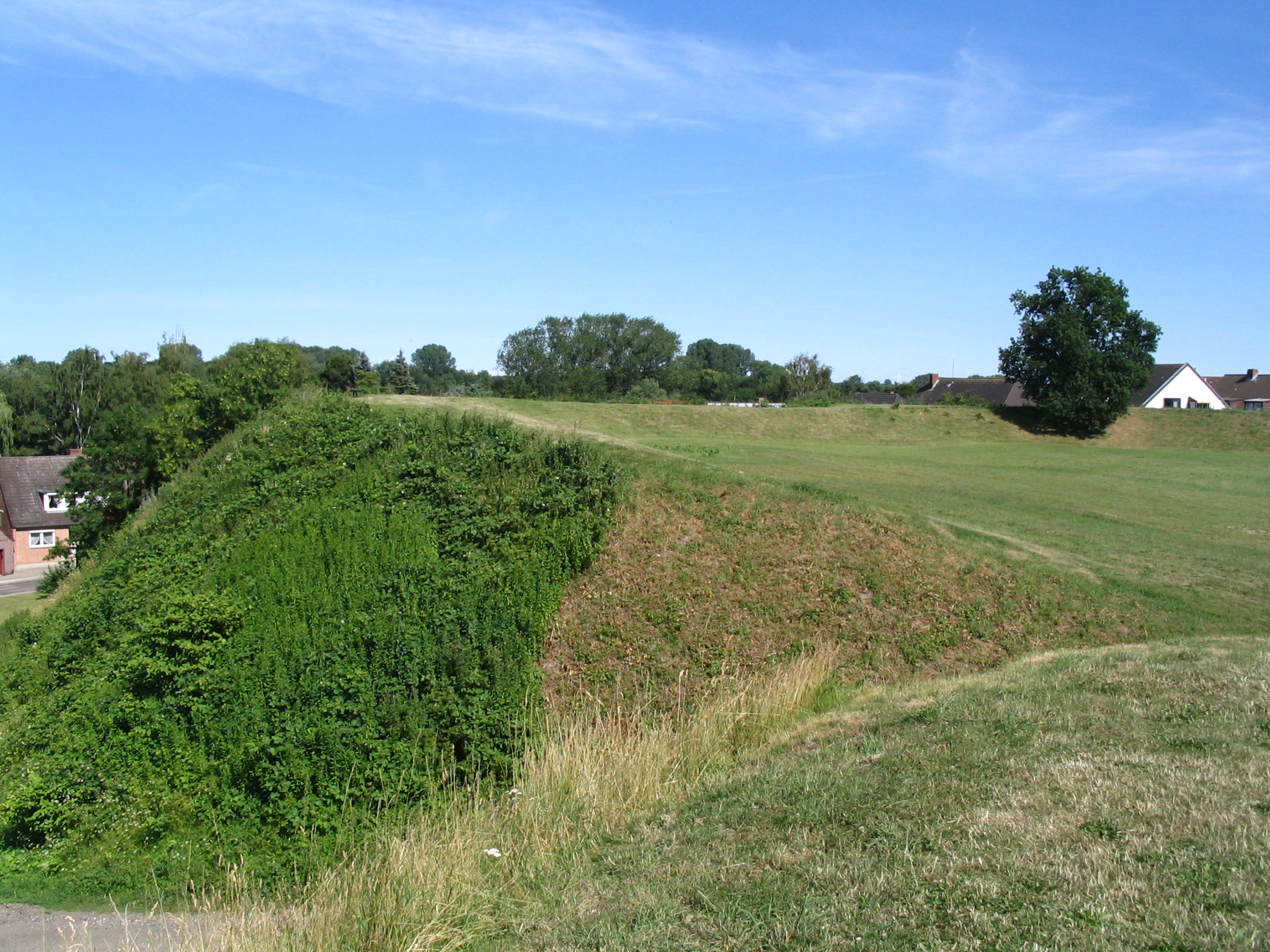
Vallgraven vid den före detta borgen.

Staden Oldenburg var känd som en vendisk hamn och marknadsplats för handeln mellan floderna som rinner ut i Östersjön respektive Nordsjön från mitten av det första årtusendet. Dess slaviska namn var Starigrad (Gamlegård), och det tyska namnet betyder ungefär det samma, men vikingarna kände den som "Brandehuse" - den brända staden.
Staden kristnades under 1100-talet, efter upprepade försök från danska kungar, slesvigska hertigar och holsteinska grevar. Det blev Greve Adolf II av Holstein förunnat att, med stöd av Henrik Lejonet, slutgiltigt besegra slaverna i Nordalbingen.
Efter förtyskningen avtog stadens betydelse, på grund av hård konkurrens från andra holsteinska handelsstäder, inte minst sedan den förlorat sin hamn på grund av allmän landhöjning.

## Vänorter
Staden Bergen på ön Rügen är vänort till Oldenburg i Holstein.